# Kemija u 1979.
◄◄ | ◄ | 1976. | 1977. | 1978. | 1979.  | 1980. | 1981. | 1982. | ► | ►►
Arhitektura • Astronautika • Astronomija • Biologija • Film • Fotografija • Glazba • Kazalište • Kemija • Kiparstvo • Knjige • Književnost • Kršćanstvo • Meteorologija • Medicina • Planinarstvo • Politika • Pravo • Promet • Slikarstvo • Strip • Šport • Televizija • Znanost • Zrakoplovstvo • Željeznički promet
Kemija u 1979.

## Svijet

### Nagrade i priznanja
- Nobelova nagrada za kemiju:

### Smrti
- 6. kolovoza − Feodor Lynen, njemački biokemičar (* 1911.)

## Vanjske poveznice
|  | Zajednički poslužitelj ima još gradiva o temi Kemija u 1979. |